# Kaloňovití
Kaloňovití (Pteropodidae) jsou čeleď letounů. Přes své velké rozměry jsou kaloni velmi lehcí, a i ti největší kaloni dosahují hmotnosti jen pod dva kilogramy. Kaloňovití se od netopýrů liší tím, že nehibernují a orientují se pomocí zraku, a nikoli díky echolokaci (až na výjimky).
Tělo kaloňů je podobné tělu netopýrů, ale jeho hlava se nápadně podobá liščí hlavě.
Kaloni zajišťují u několika stovek rostlin přenos pylu (zoogamie).

## Systém
Tradiční systém považuje kaloňovité za jedinou čeleď samostatného podřádu letounů, odborně zvaného Megachiroptera. Zbylé čeledi letounů v takovém případě tvoří druhý podřád: netopýři, odb. Microchiroptera. Třebaže má tento systém stále svá praktická opodstatnění, pravděpodobně není monofyletický. Současná systematika proto spíše operuje s podřády Yinpterochiroptera (kaloňotvaří, syn. Pteropodiformes; spadají sem nadčeledi kaloni [Pteropopodoidea] + vrápencovci [Rhinolophoidea]) a Yangochiroptera (netopýrotvaří; syn. Vespertilioniformes). Pteropopodoidea svým vymezením odpovídá taxonu Megachiroptera.

## Potrava
Kaloni jsou především býložravci a živí se sladkými plody. Za potravou vyletují ve dne, v hejnech nebo osamoceně, pak se usadí na ovocném stromě a požírají plody. Stonky a semena opatrně vyplivují.
Někteří kaloni dali dokonce přednost požírání nektaru a pylu z tropických květin, které mají k dispozici po celý rok. Tito letouni létají v hejnech asi po dvaceti, poté krouží kolem rostliny a jednotlivě vystřelují dlouhý jazyk, aby ochutnali nektar. Jakmile je potrava vyčerpána, hejno se přemístí k další rostlině. Na rozdíl od jiných kaloňů tito nehibernují, ale létají celý rok a stále se krmí. Pomáhají tak opylovat rostliny a usnadňují tvorbu semen.

## Orientace
Kaloni využívají k orientaci svoje velké oči spolu s echolokací. Ultrazvuk vysílají pomocí jazyka, kterým klikají. Kaloni sekundárně ztratili laryngeální echolokaci.

## Zajímavosti
Některé druhy kaloňů stojí pravděpodobně za původem obávaného viru Ebola, způsobující krvácivou horečku (nejsmrtelnější typy viru mají až 90% smrtnost). K přenosu na primáty došlo možná kontaminovaným ovocem. Také virus Marburg je s nimi spojován.

## Zástupci
172 druhů kaloňů žije v tropických a subtropických oblastech Asie, Oceánie a Afriky. Mezi ně patří například:
- kaloň dlouhonosý (Eonycteris major) – kaloň-opylovač
- kaloň egyptský (Roussettus aegyptiacus)
- kaloň indický (Pteropus giganteus)
- kaloň kladivohlavý (Hypsignathus monstrosus)
- kaloň komorský (Pteropus livingstonii) – žije na Komorách, může mít rozpětí křídel až 1,7 m
- kaloň malajský (Pteropus vampyrus) – největší žijící aktivně létající savec na světě
- kaloň pobřežní (Pteropus hypomelanus)
- kaloň trubkonosý (Nyctimene robinsoni)
- kaloň vábivý (Pteropus alecto)
- kaloň Wahlbergův (Epomophorus wahlbergi)